# Columbo: Zwei Leichen und Columbo in der Lederjacke
Zwei Leichen und Columbo in der Lederjacke (Original- und Alternativtitel: Undercover) ist eine erstmals auf ABC gesendete Episode der Kriminalfilm-Reihe Columbo aus dem Jahr 1994 nach einer Romanvorlage von Ed McBain. Die deutschsprachige Erstausstrahlung der neunten Folge der zehnten Staffel folgte im Jahr 1995 durch den Fernsehsender RTL. Der US-amerikanische Schauspieler Ed Begley junior verkörpert als Versicherungsdetektiv Irving Krutch den Gegenspieler von Inspektor Columbo, dargestellt von Peter Falk.

## Handlung
Auf der Suche nach dem Teil einer Fotografie wird ein Einbrecher von einem Kleinganoven in dessen Wohnung überrascht. Beide bringen sich in der nachfolgenden Auseinandersetzung gegenseitig um. Während der polizeilichen Untersuchungen findet Columbo das sorgfältig ausgeschnittene Puzzlestück und zweifelt an einem gewöhnlichen Einbruch. Am nächsten Morgen erscheint der Versicherungsfahnder Irving Krutch im Polizeirevier. Er berichtet von einem sechs Jahre zurückliegenden Banküberfall, bei dem vier Millionen US-Dollar erbeutet wurden. Die beteiligten Männer kamen auf der Flucht ums Leben und das Geld blieb unauffindbar. Bei den anschließenden Recherchen entdeckte Krutch einen Abschnitt einer zweiteiligen Liste, auf der sieben Namen stehen. Er selbst besitze ein weiteres Fragment des Fotos, das vollständig zusammengesetzt das Versteck der Beute zeigen soll, und bittet um Unterstützung beim Aufspüren der anderen Teile. Eines davon finden Columbo und Sergeant Arthur Brown daraufhin in der Wohnung des Einbrechers.
Bei der Abarbeitung der Namensliste ermittelt Columbo fortan verdeckt und wohnt vorübergehend in einem Hotel. Er nimmt Kontakt mit dem Berufskriminellen Mo Weinberg auf, um ihn zur Zusammenarbeit zu überreden. Bei den Verhandlungen fällt der Name der Kunstgaleristin Geraldine Ferguson, die auch ein Teil besitzt und bei der Weinberg bereits mehrmals erfolglos eingebrochen hat. Beim vergeblichen Versuch des Inspektors, Ferguson das Stück abzukaufen, schaltet sich ihr Geschäftspartner Bramley Kahn ein. Er signalisiert Interesse, ohne dass es zu einer Einigung kommt. Columbo wird später von einer maskierten Person in seinem Hotelzimmer niedergeschlagen. Sergeant Brown sucht Weinberg auf, nachdem er seinen nur leicht verletzten Vorgesetzten in ein Krankenhaus gebracht hat. Da Weinberg zwischenzeitlich selbst ermordet wurde, kommt er als möglicher Täter für den Angriff auf den Inspektor nicht mehr infrage. Der Verdacht konzentriert sich damit auf Krutch, woraufhin Columbo von Brown aus dem Krankenhaus abgeholt wird. Bei der Befragung nach seinem Alibi für den fraglichen Zeitraum gibt Krutch an, mit seiner Freundin Suzie Endicott zusammen gewesen zu sein. Obwohl sie die Aussage bestätigt, besteht der Inspektor auf einer detaillierten Schilderung des Zeitablaufes.
Während Columbo als Mafiaboss verkleidet die Angehörige von einem der Bankräuber aushorcht, findet Brown beim Durchsuchen der Galerie den zweiten Abschnitt der Namensliste im Safe. Der Inspektor spricht erneut mit Ferguson und warnt sie davor, ebenfalls Opfer eines Anschlages zu werden. Zusammen mit dem Exemplar, das Columbo per Beschluss am nächsten Tag aus der Galerie beschaffen möchte, verfügen die Polizisten nun über fünf Fototeile und die kompletten Namen der Besitzer. Dorothea McNally und Derrick Combs sind die letzten auf der Liste genannten Personen. Die angetrunkene McNally wird vom Inspektor zur Durchsuchung ihrer heruntergekommenen Unterkunft gedrängt. Beide finden neben ihrem eigenen auch das siebente Teil, das ihr der inzwischen verstorbene Combs schon vor einiger Zeit geschickt hatte. Columbo und seine Kollegen setzen das Fotopuzzle zusammen und stellen fest, dass neben dem Stück von Ferguson noch ein weiteres fehlt.
Vor dem Eingang der Galerie entdecken Columbo und Brown den verletzten Bramley Kahn. Ferguson wurde ermordet und der Safe aufgebrochen. Der Fotoschnipsel befand sich jedoch gut versteckt im Rahmen eines Gemäldes. Kahn bestreitet die Morde an Weinberg und Ferguson, gibt aber zu, den Inspektor überfallen zu haben. Er überlässt das Teil der Polizei, die auf dem immer noch unvollständigen, aus der Vogelperspektive aufgenommenen Foto ein Gewässer und eine Straße erkennen kann. Aber erst das achte Stück ist offenbar entscheidend für die Identifikation des genauen Standortes der Beute. Krutchs Erklärungen scheinen zunächst plausibel zu sein. Auch während des Mordes an Ferguson war seine Freundin angeblich ohne Unterbrechung bei ihm. Mithilfe einer Parkuhr, die auf der Straße vor Weinbergs Wohnung stand, kann der Inspektor Krutch schließlich überführen. Auf einer der Münzen aus dem Automaten befinden sich dessen Fingerabdrücke. Unter Druck gesetzt korrigiert Endicott ihre Aussage und stellt klar, dass Krutch zu beiden Tatzeiten nicht zu Hause war. Er gesteht die Morde und händigt zudem das letzte Puzzlestück aus. Polizeitaucher heben an der bezeichneten Stelle eine verschlossene Kiste aus dem Meer, in der sich das erbeutete Geld befindet.

## Literarische Vorlage
Schriftsteller und Drehbuchautor Evan Hunter verfasste unter dem Pseudonym Ed McBain eine Kriminalromanreihe um das 87. Polizeirevier (87th Precinct). Seine Werke Schnapp-Schuss (Jigsaw) und Solange ihr zwei noch lebt (So Long as You Both Shall Live) aus den Jahren 1970 bzw. 1976 dienten als Vorlagen für die beiden Columbo-Episoden Zwei Leichen und Columbo in der Lederjacke und Bluthochzeit. Wie schon bei der  fünften Folge der zehnten Staffel kam bei Drehbuch und Inszenierung wieder das klassische Whodunit-Konzept zum Einsatz. Der Täter ist anfangs unbekannt und wird erst gegen Ende der Handlung in einem verbalen Duell mit dem Inspektor enttarnt. Mit etwa 17 Minuten hat Ed Begley junior die geringste Bildschirmzeit aller Columbo-Gegenspieler. Statt der üblichen scharfsinnigen Ermittlungsmethodik stand die Suche nach den fehlenden Puzzleteilen und dem Versteck der Beute aus dem Bankraub im Vordergrund.

## Besetzung und Synchronisation
Die deutschsprachige Synchronfassung entstand bei der Neue Tonfilm München unter der Dialogregie von Holger Schwiers.
| Figur                 | Darsteller                | Deutscher Sprecher   |
| --------------------- | ------------------------- | -------------------- |
| Lieutenant Columbo    | Peter Falk                | Horst Sachtleben     |
| Gaststars             |                           |                      |
| Irving Krutch         | Ed Begley junior          | Peter Fricke         |
| Mo Weinberg           | Burt Young                | Jochen Striebeck     |
| Sergeant Arthur Brown | Harrison Page             | Holger Schwiers      |
| Geraldine Ferguson    | Shera Danese              | Katharina Lopinski   |
| Bramley Kahn          | Edward Hibbert            | Randolf Kronberg     |
| Suzie Endicott        | Kristin Bauer van Straten |                      |
| Detective McKittrick  | Albie Selznick            | Michael Schwarzmaier |
| Mercer                | Joe Chrest                | Frank Röth           |
| Zeke Rivers           | Robert Donner             | Horst Raspe          |
| Captain               | Hank Garrett              | Hartmut Reck         |
| Dorothea McNally      | Tyne Daly                 | Regina Lemnitz       |
| Weitere Darsteller    |                           |                      |
| Lucia                 | Penny Santon              | Ingeborg Lapsien     |
| Sheila Byrnes         | Marla Adams               |                      |
| Schwester Hilda       | Marianne Muellerleile     | Eva Kinsky           |
| Frau im Untergeschoss | Ora Frosh                 |                      |
| Gerichtsmediziner     | Jeff Michalski            |                      |
| Schwester am Empfang  | Kay Yamamoto              | Michele Sterr        |

## Rezeption
Die Fernsehzeitschrift TV Spielfilm vergab eine positive Wertung (Daumen hoch): „Columbo auf den Spuren von Inspektor Clouseau.“
Der Autor Michael Striss wertete mit einem von vier Sternen (mangelhaft). Er zog Parallelen zur ersten Romanverfilmung und sprach erneut von einer für die Fernsehreihe untypischen Herangehensweise: „Über die Fragwürdigkeit einer Mitwirkung Columbos in einer Ed-McBain-Verfilmung ist zur Episode »Bluthochzeit« bereits genug gesagt worden. Das neuerliche Machwerk ist ebenso schlimm. Höchst irritierend ist das gesamte, für Columbo völlig untypische Milieu: keine weitläufigen Landsitze, sondern schäbige Absteigen in heruntergekommenen Vierteln sind die Schauplätze. Fehlte in »Bluthochzeit« die Mordtat völlig, so wirken die nunmehr insgesamt vier Leichen – der deutsche Titel untertreibt – für einen »Columbo« maßlos überzogen. Das Auftreten des Inspektors befremdet nicht nur aufgrund seiner Kleidung. Auch der energische Tonfall und der Einsatz der Waffe sind unpassend und würden für unfreiwillige Komik sorgen, wäre die ganze Angelegenheit nicht so traurig. […] Ed Begley jr. hat sich inzwischen von der Kleinstrolle (»Mord per Telefon«) zum Hauptdarsteller hochgearbeitet, ohne diesen Aufstieg zu rechtfertigen. Einzig Burt Young lässt erkennen, dass er ein Schauspieler ist. […] Zum wiederholten Mal wird Columbo nach seinem Vornamen gefragt, worauf er nicht anders antwortet als in »Ein Toter in der Heizdecke«. Doch während dort die Frage organisch in das erotische Spannungsgeflecht zwischen Columbo und der Mörderin eingebettet war, erscheint sie hier nur noch als abgestandener Gag. Dabei wird einmal mehr deutlich, dass es sich bei dieser Episode um eine lieblos zusammengewürfelte Mischung von einigen wenigen Columbo-Versatzstücken in einem völlig unpassenden Kontext handelt.“
Der Fernsehfilm erzielte dennoch bessere US-Einschaltquoten als die beiden Vorgänger-Episoden der Reihe.